# Synusie
Une synusie désigne l'ensemble des organismes vivants suffisamment proches par leur espace vital, leur comportement écologique et leur périodicité pour partager à un moment donné un même milieu.
En phytosociologie, la synusie végétale désigne un groupement formé par les éléments d'une seule strate de végétation. Par exemple, l'astragale de Marseille forme une synusie avec d'autres espèces végétales. De nombreuses observations rapportent la formation d'une synusie (l'hiver) de l'astragale notamment avec le brachypode rameux. L'astragale de Marseille est endémique du sud est de la France et est protégée car elle joue un rôle écologique majeur dans la protection d'autres espèces végétales.